# Walk (Foo Fighters)
Walk è un singolo del gruppo musicale statunitense Foo Fighters, pubblicato il 7 giugno 2011 come terzo estratto dal settimo album in studio Wasting Light.
Nel 2012 ha vinto il Grammy Award alla miglior canzone rock e miglior interpretazione rock.

## Descrizione
Secondo quanto dichiarato dal frontman Dave Grohl, Walk è stata composta dopo aver aiutato sua figlia Violet Maye ad "imparare a camminare" (learning to walk infatti è una frase del ritornello del brano) e quando alla fine era ormai in grado di farlo da sola. Il brano doveva probabilmente essere incluso nell'album del 2007 Echoes, Silence, Patience & Grace, ma Grohl ha deciso di inserirlo come brano conclusivo di Wasting Light perché «dà un senso al tema dell'album che è il tempo e le seconde opportunità», e per «concludere il disco con una nota positiva».

## Video musicale
Il video del brano, diretto da Sam Jones, è stato pubblicato in anteprima online il 2 giugno 2011 e si ispira al film di Joel Schumacher del 1993 Un giorno di ordinaria follia.
Grohl, bloccato nel traffico con la sua auto, decide di raggiungere i suoi compagni di gruppo attraversando a piedi la città. Qui però, in una giornata per lui non propriamente fortunata, s'imbatte in diversi tipi loschi (in realtà impersonati dagli altri componenti del gruppo) pronti a intralciargli il percorso. Per Grohl è l'occasione di dar libero sfogo alla sua rabbia e infatti, senza lasciarsi prendere dal panico lotta contro tutti i personaggi adoperando anche metodi non leciti. Dopo essere arrivato nel luogo d'appuntamento per le prove del gruppo Grohl deve fare però i conti con le "infrazioni" compiute; viene infatti messo fuori combattimento dall'intervento di alcuni agenti della polizia che non gli risparmiano una massiccia dose di scarica elettrica.
Il video ha trionfato ai MTV Video Music Awards 2011 nella categoria miglior video rock.

## Colonna sonora
Il brano è compreso nella colonna sonora del film del 2011 Thor.

## Tracce
Download digitale, CD promozionale (Europa, Giappone, Regno Unito)
1. Walk – 4:15

## Formazione
Gruppo
- Dave Grohl – voce, chitarra
- Chris Shiflett – chitarra
- Pat Smear – chitarra
- Nate Mendel – basso
- Taylor Hawkins – batteria

Altri musicisti
- Rami Jaffee – organo

## Classifiche
| Classifica (2011)                | Posizione massima |
| -------------------------------- | ----------------- |
| Australia                        | 57                |
| Austria                          | 49                |
| Belgio (Fiandre)                 | 25                |
| Belgio (Vallonia)                | 84                |
| Canada                           | 49                |
| Canada (rock)                    | 1                 |
| Nuova Zelanda                    | 38                |
| Paesi Bassi                      | 58                |
| Regno Unito                      | 57                |
| Regno Unito (rock & metal)       | 1                 |
| Stati Uniti                      | 83                |
| Stati Uniti (alternative)        | 1                 |
| Stati Uniti (mainstream rock)    | 1                 |
| Stati Uniti (rock & alternative) | 1                 |
| Svizzera                         | 74                |

## Date di pubblicazione
| Paese       | Data di pubblicazione | Formato           |
| ----------- | --------------------- | ----------------- |
| Stati Uniti | 7 giugno 2011         | Airplay           |
| Italia      | 10 giugno 2011        | Airplay           |
| Germania    | 17 giugno 2011        | Download digitale |